# Индо-тихоокеанский тарпон
Индо-тихоокеанский тарпон  (лат. Megalops cyprinoides) — морская рыба рода тарпонов монотипического семейства тарпоновых.

## Описание
Максимальная длина тела 150 см, обычно не более 50 см, а масса — 18 кг. Продолжительность жизни до 44 лет

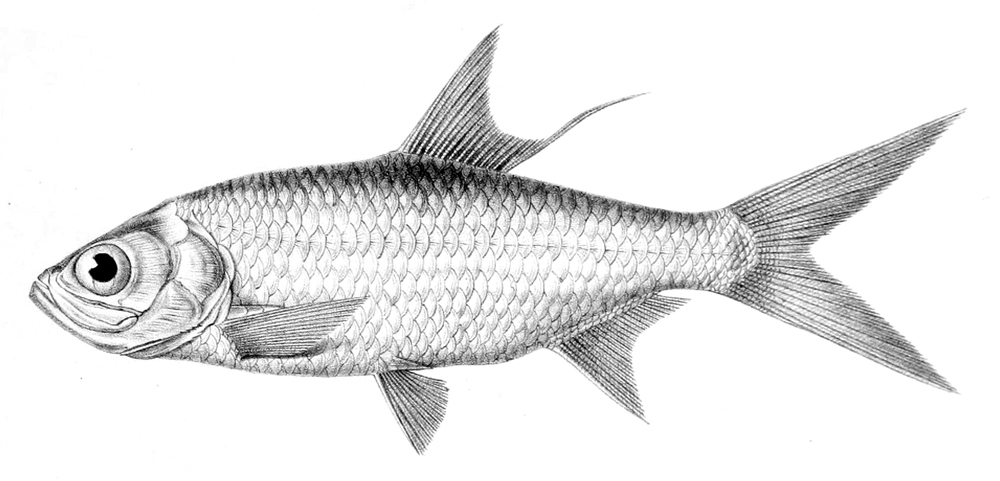

Тело удлинённое, несколько сжато с боков, покрыто очень крупной чешуёй. Глаза большие, прикрыты жировыми веками. Рот конечный, у взрослых особей без зубов, нижняя челюсть выдаётся вперёд. Вдоль нижней челюсти тянется удлинённая костная пластинка, служащая для перемалывания твёрдой пищи. Спинной плавник с коротким основанием расположен в средней части спины. Его передняя часть намного выше задней. В плавнике 16—21 мягких лучей, последний луч значительно длиннее остальных и достигает хвостового стебля. Удлинённый луч отсутствует у особей длиной менее 56 мм.
Анальный плавник с 23—31 мягкими лучами, передняя часть более высокая и имеет треугольную форму. В брюшных плавниках по 10—11 мягких лучей. Основания брюшных плавников располагаются на уровне начала основания спинного плавника. Хвостовой плавник сильно выемчатый. Боковая линия с 37—42 прободёнными чешуйками, поры разветвлённые. Позвонков 67—68.
Окраска спины оливково-зелёная или сине-зелёная, бока серебристые, брюхо белое.